# MOB Ge 4/4 (8001-8004)
De Ge 4/4 is een elektrische locomotief van de Montreux-Berner Oberland-Bahn (MOB).

## Geschiedenis
Deze locomotieven werden in de jaren 1990 door Schweizerische Lokomotiv- und Maschinenfabrik (SLM) en Asea Brown Boveri (ABB) ontwikkeld en gebouwd voor de Rhätische Bahn (RhB) als Ge 4/4 III, de Transports de la région Morges–Bière–Cossonay (MBC) als Ge 4/4 en de Montreux–Berner Oberland-Bahn (MOB) als Ge 4/4.
Bij de MOB wordt altijd gereden met twee stroomafnemers tegen de draad.

## Constructie en techniek
De locomotieven zijn opgebouwd met een lichtstalen frame. De locomotief is voorzien van met GTO thyristors gestuurde driefasige asynchrone motoren. De techniek van deze locomotief is afgeleid van de in 1989 ontwikkelde locomotieven voor de Schweizerische Bundesbahnen van het type Re 450.

### Namen
- 8001: reclame GoldenPass
- 8002: reclame GoldenPass
- 8003: reclame GoldenPass
- 8004: reclame GoldenPass

## Treindienst
De locomotieven worden door Montreux–Berner Oberland-Bahn (MOB) ingezet op het volgende traject:
- Montreux – Zweisimmen

## Foto's

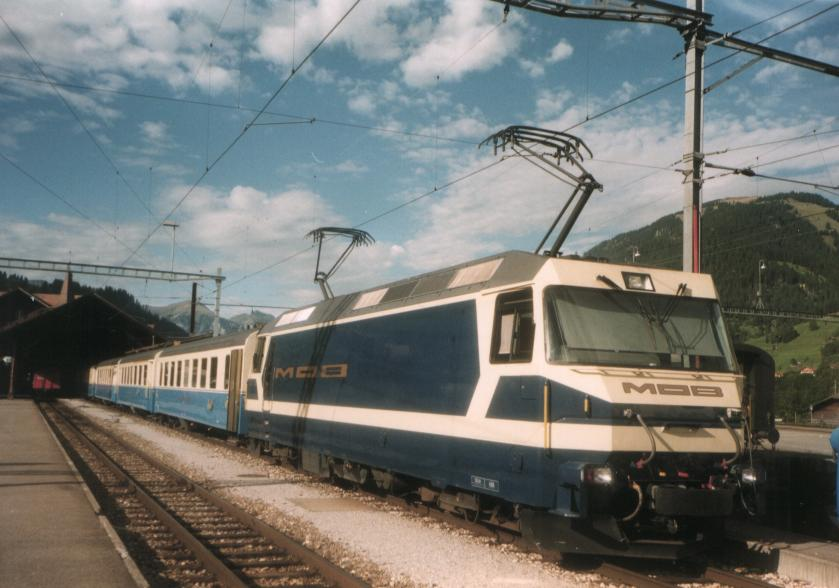
Ge 4/4 in Zweisimmen